# Fennoskandien

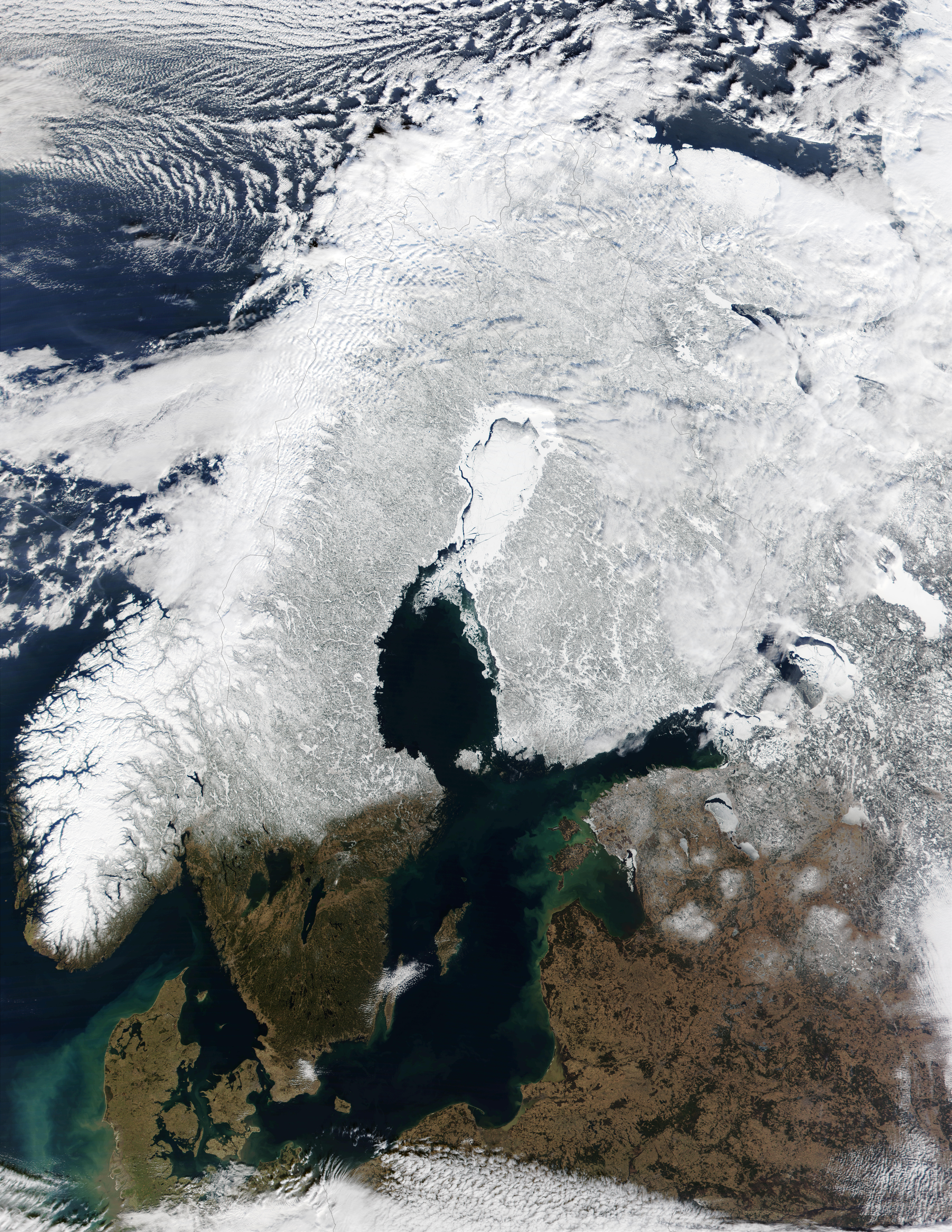
Fennoskandien, mars 2002.

Globkarta över Fennoskandien.

Fennoskandien eller Fennoskandia (av fenno-, ”finsk”, + Skandia, ”Skandinavien”) är ett geografiskt område i norra Europa som utgörs av den skandinaviska halvön (Norge och Sverige), Finland, Kolahalvön och Karelen (Ryska Karelen samt vissa andra delar av Ryssland längs Finlands gräns).
Området är i realiteten en halvö som i öst är landfast med det kontinentala Ryssland, i norr gränsar området till Vita havet och Barents hav, i syd gränsar det till Östersjön, Finska viken, Bottenhavet och Bottenviken, samt Kattegatt och Skagerrak, och i väst gränsar det till Nordsjön och Norska havet. När man refererar till den nordligaste delen av Fennoskandien, menar man ofta området som kallas Nordkalotten.
Begreppet Fennoskandia infördes av den finländske geologen Wilhelm Ramsay och används först och främst för att beskriva och definiera saker där politiska gränser är oviktiga, till exempel inom kultur, biologi, geologi och arkeologi eller liknande. I kulturella sammanhang är Fennoskandien mer eller mindre synonymt med Norden, ofta använt om tiden innan det var ett begrepp.

## Fennoskandinavien
Fennoskandinavien är ett besläktat begrepp som stundom används synonymt men räknar utöver Fennoskandien även in Danmark.